# Ołeksandr Parachin
Ołeksandr Kostiantynowycz Parachin, ukr. Олександр Костянтинович Парахін, ros. Александр Константинович Парахин, Aleksandr Konstantinowicz Parachin (ur. 2 września 1923, Ukraińska SRR, zm. 1999 w Mariupolu, Ukraina) – ukraiński piłkarz, grający na pozycji napastnika, a wcześniej obrońcy, trener piłkarski.

## Kariera piłkarska

### Kariera klubowa
Wychowanek klubu KIM Mariupol, w barwach którego rozpoczął karierę piłkarską. Po zakończeniu II wojny światowej został piłkarzem klubu Azoweć Mariupol, który potem zmienił nazwę na Stal. Latem 1947 przeniósł się do zespołu Dzierżyneć Mariupol, ale w 1949 roku powrócił do Metałurha Żdanow. W 1950 został zaproszony do Szachtara Donieck, ale rozegrał tylko 3 mecze w pierwszym sezonie, a w drugim grał tylko w drużynie rezerw, dlatego odszedł do Stroitiela Żdanow. W 1952 po raz kolejny wrócił do Metałurha Żdanow. W 1953 bronił barw Torpieda Kazań. W 1954 ponownie został piłkarzem Metałurha Żdanow, w którym zakończył karierę piłkarza w roku 1956.

## Kariera trenerska
Po zakończeniu kariery piłkarskiej rozpoczął pracę szkoleniowca. Najpierw od 1957 trenował Metałurh Żdanow. W 1960 po fuzji z klubem Awanhard powstał klub Azowstal Żdanow, w którym pomagał trenować pierwszą drużynę, a od lipca do końca 1964 prowadził zespół. Na początku 1966 ponownie stał na czele mariupolskiego klubu, który już nazywał się Azoweć Żdanow. Potem Anatolij Strepetow doniósł do władz rządzącej partii komunistycznej, że trener Parachin pozwala piłkarzom pić alkohol i w sierpniu 1966 Parachin został zwolniony z zajmowanego stanowiska, a jego miejsce zajął Strepetow. W latach 1970–1971 pracował na stanowisku dyrektora technicznego rodzimego klubu. Potem do emerytury pracował w zakładzie produkcyjnym.